# Трейнтье

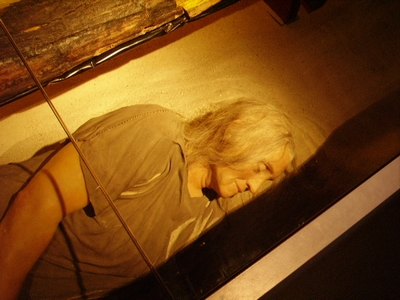
Трейнтье: муляж в Государственном музее древностей в Лейдене

Трейнтье (нидерл. Trijntje) — условное название, данное древнейшим костным останкам современного человека, найденным на территории Нидерландов. Останки датируются около 7000—7500 лет назад (поздний мезолит — ранний неолит) и относят к Свифтербантской культуре.
Имя Трейнтье — уменьшительная форма имени Катарина, распространённая в Нидерландах и Бельгии. Её останки были найдены в 1997 г. во время археологических раскопок в местности Полдервег в общине Хардинксвелд-Гиссендам, предшествовавших прокладке участка Бетюверут железнодорожной линии Роттердам-Зевенар.
Исследования показывают, что к моменту смерти возраст Трейнтье составлял около 50 лет, она умерла в хорошем состоянии здоровья и успела к тому времени родить нескольких детей. Её зубы были сильно изношены из-за употребления грубой пищи или из-за того, что она использовала их для обработки звериных шкур.
Реконструированный муляж Трейнтье хранится в Государственном музее древностей в Лейдене.